# Yuri (satélite)
O Yuri, também conhecido como Satellite Broadcasting ou BS, foi uma série de japoneses satélites de transmissão direta japoneses. Os satélites BS só recebiam o nome Yuri após ser colocado em órbita com sucesso.
O primeiro satélite da série, chamado BSE ou Yuri 1, foi lançado em 1978. O último satélite da série BS, O BS-3N (Yuri 3b), foi lançado em 1994.

## Os primeiros modelos
Com 350 kg o BSE foi seguido em 1984 e 1986 pelos satélites BS-2A e BS-2B operacional e essencialmente idênticos, respectivamente. Cada satélite levava dois transponders ativos e uma reposição de 100 W. 14/12 GHz. Os satélites da série BS-2 foram projetados para cinco anos de funcionamento. O BS-2A foi transferido para uma órbita cemitério em 1989, e o BS-2B em 1992.

## Satélites BS
Os satélites BS foram usados para fornecer serviços de televisão Direct-To-Home no Japão. A televisão por satélite japonesa, que utiliza um formato análogo, começou com transmissões de testes realizados pela semigovernamental NHK (Japan Broadcasting Corporation) em 1984. Na época, a recepção de TV via satélite direto (DTH) era obtida com uma pequena antena parabólica de 40 cm e 60 cm de diâmetro em todas as áreas do Japão quando transmitido a partir de uma órbita geoestacionária da Terra (GEO) em 110 graus de longitude leste. Após o primeiro teste bem sucedido de radiodifusão via satélite, com um sinal de TV, muitos produtores japoneses de eletrônicos de consumo começaram a oferecer uma ampla gama de equipamentos - receptores de satélite para o mercado consumidor local.
Eventualmente, os satélites da série BS foram substituídos pelo mais avançado da série B-Sat.

## Satélites
| # | Satélite | NSSDC ID  | Data do lançamento | Local do lançamento   | Foguete       | Resultado             | Notas                                                  |
| 1 | Yuri 1   | 1978-039A | 07-04-1978         | Cabo Canaveral SLC-17 | Delta 2914    | Sucesso               | Também conhecido como "Yuri 1".                        |
| 2 | Yuri-2A  | 1984-005A | 23-01-1984         | Tanegashima           | N-II          | Sucesso               | Dois dos três transponders falhou dentro de três meses |
| 3 | Yuri-2B  | 1986-016A | 12-02-1986         | Tanegashima           | N-II          | Sucesso               |                                                        |
| 4 | BS-2X    |           | 22-02-1990         | Kourou                | Ariane 44L    | Lançamento fracassado | Destruído durante lançamento do Ariane V36.            |
| 6 | Yuri-3A  | 1990-077A | 1990-08-28         | Tanegashima           | H-I           | Sucesso               |                                                        |
| 7 | BS-3H    |           | 19-04-1991         | Cabo Canaveral LC-36  | Atlas-Centaur | Lançamento fracassado | Destruído durante lançamento do Atlas-Centaur 070.     |
| 8 | Yuri-3B  | 1991-060A | 25-08-1991         | Tanegashima           | H-I           | Sucesso               |                                                        |
| 9 | Yuri-3N  | 1994-040B | 08-07-1994         | Kourou                | Ariane 44L    | Sucesso               |                                                        |